# Velaire ejectief
De velaire ejectief is een medeklinker die in het Internationaal Fonetisch Alfabet aangeduid wordt met kʼ, en in X-SAMPA met k_>.
De klank komt onder andere voor in het Abchazisch en het Hausa

## Kenmerken
- De manier van articulatie is plosief, wat inhoudt dat de klank wordt geproduceerd door de luchtstroom in het spraakkanaal te belemmeren.
- De plaats van articulatie is velaar, wat wil zeggen dat de klank uitgesproken wordt met het achterste gedeelte van de tong (het dorsum) tegen het zachte verhemelte (het velum).
- De articulatie is stemloos, wat betekent dat de stembanden niet meetrillen bij het produceren van de klank.
- Het is een orale medeklinker, wat inhoudt dat lucht door de mond kan ontsnappen.
- Het is een centrale medeklinker, wat inhoudt dat de klank wordt geproduceerd door de luchtstroom over het midden van de tong te laten stromen in plaats van langs de zijkanten.
- Het luchtstroommechanisme is glottalisch-ingressief, wat inhoudt dat de klank wordt geproduceerd door lucht uit de glottis naar beneden te duwen.

Deze pagina bevat fonetische informatie in het IPA, die in sommige browsers mogelijk niet correct wordt weergegeven.
Waar symbolen in paren voorkomen, vertegenwoordigt het rechter teken een stemhebbende medeklinker. Gearceerde gebieden bevatten medeklinkers die worden beschouwd als onuitspreekbaar.
Zie ook: IPA, Klinkers